# ラディスラフ・スタレヴィッチ
ラディスラフ・スタレヴィッチ（英語: Ladislas Starevich, ロシア語: Владисла́в Алекса́ндрович Старе́вич, ポーランド語: Władysław Starewicz、1882年8月8日 – 1965年2月26日）はポーランド系ロシア人（後にフランス亡命）のアニメーション作家。最初のパペットアニメーション (i.e. 『美しいリュカニダ』(1912))を制作した人物であり、昆虫や動物の死骸を使って作品を作ったことでも有名である。代表作として『カメラマンの復讐』（1912）などがある。

## 生涯
ブラジスラフ・アレクサンドロヴィッチ・スタレヴィッチはポーランド人の両親のもと、モスクワで生まれた 。
父親のアレクサンドル・スタレヴィッチはケダイネイに近いSurviliškisの、母のアントニナ・レゲスカはカウナスの出身であり、ともにロシア帝国の支配に対して企てられた1863年の1月蜂起の失敗以来身を隠していた貴族であり、ロシア領であったリトアニアで暮らしていた。早くに母を失ったスタレヴィッチ少年はカウナスで祖母に育てられ、後にドルパット（現在のエストニア、タルトゥ）のギムナジウムに通った。
カウナスの自然史博物館のディレクターを務めていたとき、スタレヴィッチはクワガタムシを使って映画を撮ろうとしたが、夜行性の生き物は照明を当てると死んでしまうため不可能だった。その後エミール・コールの『マッチ棒のアニメーション映画』(1908)を見たスタレヴィッチは、昆虫の足をワイヤーで置き換えることで操作可能にし、史上初めての人形アニメーションを作り上げた。
スタレーヴィッチは1910年にモスクワに移りハンジョンコフ商会で働き始め60本ほどの映画を制作するが、ロシア革命に際してパリに亡命する。

## フィルモグラフィー
- 『美しいリュカニダ』（1910）
- 『カメラマンの復讐』（1912）
- 『アリとキリギリス』（1913）
- 『クリスマスの前夜』（1913。実写）
- 『狐物語』（1930、公開は1937年。最初の長編映画）

## 注
1. 1 2  Ray Harryhausen. Tony Dalton. A Century of Model Animation: From Méliès to Aardman. 2008. Watson-Guptill. p. 44.
2. ↑  Richard Neupert. French Animation History. Wiley Blackwell. 2011. p. 61.
3. ↑  フランス亡命後には「ラディスラス(Ladislas)」を名乗った。ロシア語から直接日本語表記した場合は「ヴラディスラフ」、ポーランド語では「ヴワディスワフ」が近い。また欧米圏では Starewicz, Starevitch, Starewich and Starewitchなどいくつかの表記がある。
4. ↑  Nicholas Rzhevsky. The Cambridge Companion to Modern Russian Culture. Cambridge University Press. 2012. p. 317.

## 参照
- Donald Crafton; Before Mickey: The Animated Film, 1898-1928; University of Chicago Press; ISBN 0-226-11667-0 (2nd edition, paperback, 1993)
- Giannalberto Bendazzi (Anna Taraboletti-Segre, translator); Cartoons: One Hundred Years of Cinema Animation; Indiana University Press; ISBN 0-253-20937-4 (reprint, paperback, 2001)
- Liner notes to the DVD The Cameraman's Revenge and Other Fantastic Tales